# Horbačevo-Mychajlivka
Horbačevo-Mychajlivka (ukrajinsky Горбачево-Михайлівка, rusky Горбачёво-Михайловка – Gorbačovo-Michajlovka) je sídlo městského typu v Doněcké oblasti na Ukrajině. K roku 2013 mělo přes devět set obyvatel.

## Poloha a doprava
Horbačevo-Mychajlivka leží u ústí Hruzky do kalmiusu v úmoří Azovského moře. Je vzdáleno přibližně dva kilometry jihozápadně od Mospyne, pod které ze správního hlediska spadá, a přibližně  šestnáct kilometrů jihovýchodně od Doněcku, správního střediska oblasti.
Nejbližší železniční stanice je Menčuhove, je vzdálena přibližně dva kilometry východně a je na trati z Laryne do Ilovajsku. 

## Dějiny
Sídlem městského typu je Horbačevo-Mychajlivka od 1959. Od počátku rusko-ukrajinské války v roce 2014 je v držení Doněcké lidové republiky.